# Batalha de Vågen
A Batalha de Vågen foi um conflito naval entre navios mercantes e do tesouro holandês e uma pequena frota de navios de guerra ingleses que fez parte da Segunda Guerra Anglo-Holandesa. O embate aconteceu em 2 de Agosto de 1665, perto da baía de Vågen em Bergen na Noruega. Devido a atraso nas ordens os comandantes noruegueses apoiaram os holandeses, contrariando as intenções secretas do rei dinamarquês. A batalha terminou com a derrota da flotilha inglesa, que recuou muito danificada mas sem perder navios. A frota do tesouro holandês foi socorrida pela frota de guerra dezessete dias depois.

## Chegada em Bergen
A frota mercante holandesa tinha cerca de 60 navios. Dez deles eram navios da Companhia Holandesa das Índias Orientais, comandados pelo Comodoro Pieter de Bitter, que estavam retornando das Índias Orientais. Duas vezes por ano, a Companhia Holandesa das Índias Orientais enviava uma frota de retorno de volta à Holanda. Essa havia partido no dia de Natal de 1664 e tinha a carga mais rica já vista até então. Estava carregada com muitos bens de luxo, típicos do "comércio rico": especiarias, incluindo 4.000.000 de jins de pimenta, 440.000 libras de cravo, 314.000 libras de noz-moscada, 121.600 libras de mace e cerca de 500.000 libras de canela; 18.000 libras de ébano; 8.690 jins de seda e cerca de 200.000 outras peças de tecido; 2.000 libras de índigo; 18.151 pérolas; 2.933 rubis, 3.084 diamantes brutos e 16.580 peças de porcelana. O valor total do mercado europeu era de cerca de onze milhões de florins, ou três milhões de rigsdaler dinamarquêses, mais do que a receita anual total da coroa dinamarquesa-norueguesa.
Para evitar a frota inglesa que controlava o Canal da Mancha após sua vitória na Batalha de Lowestoft, a frota mercante navegou ao norte da Escócia para chegar à República Holandesa através do Mar do Norte. Depois de terem sido dispersos por uma tempestade em 29 de junho, a maioria dos navios se reuniu no porto neutro de Bergen para se abrigar em julho para esperar o reparo da frota holandesa após sua derrota. Os três primeiros navios da Companhia, o iate Kogge (valor de compra da carga: 67.972 florins), o filibote Diemermeer (valor da carga 272.087 florins) e o Jonge Prins (valor da carga: 438.407 florins) chegaram em 19 de julho. Em 29 de julho, outros sete navios entraram no porto: Walcheren (valor de carga de 346.964 florins), Phoenix (valor de carga de 297.326 florins), Slot Hooningen (valor de carga de 386.122 florins), Brederode (valor de carga de 296.773 florins), o iate Rijzende Zon (valor de carga de 288.400 florins) além dos os veleiros Wapen van Hoorn (valor de carga de 300.464 florins) e Amstelland (valor de carga de 282.785 florins). Nem toda a frota estava presente: o Muskaatboom (valor da carga: 293.688 florins) havia desaparecido em uma tempestade perto de Madagascar, o iate Nieuwenhoven (valor da carga: 77.251 florins) e o filibote Ooievaar (valor da carga: 300.246 florins) haviam encontrado refúgio em Trondheim. Com exceção do Diemermeer e do Amstelland, os navios holandeses estavam fortemente armados e muitos eram navios de Companhia especialmente construídos com a dupla função de navio de guerra e navio mercante.
Em 4 de julho, a frota de batalha inglesa  tornou-se presente no Mar do Norte para interceptar o esquadrão do vice-almirante Michiel de Ruyter, que estava prestes a chegar da América depois de ter invadido as possessões inglesas lá. A frota inglesa soube da chegada dos primeiros navios da frota da Companhia, que havia sido anunciada pelo embaixador inglês na República, Sir George Downing, 1º Baronete, de um navio mercante de Rostock em 22 de julho. Isso causou uma discussão acalorada sobre qual alvo deveria ter prioridade. O comandante da frota, Edward Montagu, 1º Conde de Sandwich, contra o conselho da maioria de seus oficiais, decidiu dividir a frota. Em 30 de julho, depois que um navio mercante de Ostend relatou que os outros navios da Companhia também haviam chegado, uma pequena força-tarefa foi enviada a Bergen para capturar ou pelo menos bloquear o comboio. A flotilha sob o comando do contra-almirante Thomas Teddeman tinha inicialmente 22 navios de guerra, mas foi reduzida a 14 depois que oito navios navegaram muito para o oeste, foram varridos além de Bergen e não conseguiram vencer o vento para o sul. Além dos navios de guerra, os navios de fogos Bryar, Greyhound e Martin Gally estavam presentes. Teddeman chegou a Bergen às seis da tarde de 1º de agosto e bloqueou a entrada da baía. O início da ação inglesa foi desfavorável: o navio capitânia de Teddeman, Revenge, encalhou naquela mesma noite no Cabo Nordnes, e foi somente com muito esforço que conseguiu se libertar. A entrada da baía tinha apenas cerca de 400 m de largura, então os ingleses puderam posicionar apenas sete navios lá: de norte a sul, Prudent Mary, Breda, Foresight, Bendish, Happy Return, Sapphire e Pembroke. Os outros apontaram suas armas para as baterias costeiras.

## Ordens perdidas
Em Vågen, as fortalezas de Bergenhus e Sverresborg guardavam o porto. Representantes de ambas as frotas abordaram Johan Caspar von Cicignon, comandante das fortalezas, e Claus von Ahlefeldt, o comandante das forças norueguesas em Bergen. Os noruegueses decidiram permanecer fora da disputa por enquanto. Ahlefeldt tinha ouvido rumores de um acordo secreto entre o Rei Carlos II da Inglaterra e o Rei Frederico III da Dinamarca-Noruega, mas nenhuma ordem concreta havia chegado. Por tratado, uma força de cinco navios de guerra de qualquer nação poderia entrar no porto, e Ahlefeldt indicou que não permitiria nada mais.
Na verdade, um acordo oral secreto havia sido feito uma semana antes entre o enviado inglês, Sir Gilbert Talbot, e Frederico III. A Dinamarca-Noruega permitiria que a frota inglesa atacasse o comboio holandês e o saque seria dividido em partes iguais, apesar da aliança oficial de Frederico com os holandeses. Frederico enviou uma ordem a Ahlefeldt para que ele protestasse contra o ataque inglês, mas não tomasse nenhuma ação contra ele.
No entanto, a ordem não chegou a Bergen a tempo. Os ingleses enviaram uma ordem para sua frota adiar o ataque até que Ahlefeldt recebesse suas ordens, mas o mensageiro foi interceptado no caminho pelos holandeses. Teddeman, no entanto, foi informado de que um acordo estava sendo feito.
Tanto Carlos quanto Frederico esperavam obter o saque para seus fundos pessoais, não para seus tesouros nacionais oficiais. Carlos instruiu Lorde Sandwich em uma reunião secreta pessoal para providenciar isso. Isso fez com que Lorde Sandwich enviasse seu sobrinho homônimo, o cortesão e aventureiro Edward Montagu (1635–1665), com Teddeman para garantir que tudo ocorresse de acordo com o plano. Teddeman recebeu ordens de agir o mais rápido e vigorosamente possível para evitar o envolvimento da principal frota inglesa, o que comprometeria o sigilo.

## Véspera da batalha
Quando Teddeman enviou Montagu a Bergen para coordenar o ataque, os comandantes dinamarqueses e noruegueses se recusaram a cooperar, para sua grande decepção. Às 4 da manhã, Montagu retornou, mas foi imediatamente enviado de volta por Teddeman, e ameaçou atacar as fortalezas se permanecessem obstinadas. Montagu alegou que a frota inglesa tinha 2.000 canhões e 6.000 homens, o que causou pouca impressão, pois ele estava obviamente exagerando o tamanho em cerca de três vezes. Ele também ofereceu a Ordem da Jarreteira em troca de conformidade, o que também causou pouca impressão. Quando suas ofertas foram novamente recusadas, Montagu fez um pequeno desvio e deixou seu barco remar ao lado da frota holandesa para inspecionar seus preparativos. Os holandeses responderam à sua presença fazendo seus músicos tocarem o Het Wilhelmus e saudando Montagu três vezes com fumaça branca. Seu navio saudou de volta.
Enquanto isso, Bergen estava em alvoroço, pois os marinheiros da frota de Teddeman entraram na cidade. Muitos cidadãos fugiram e De Bitter rapidamente chamou de volta as tripulações holandesas, a maioria das quais estava em Bergen, tocando os sinos da igreja. Como poucos deles tinham muita experiência de luta e muitos nem eram holandeses, ele levantou seus ânimos prometendo três meses de salários extras em caso de vitória. Essas promessas eram legalmente vinculativas sob a lei holandesa e a notícia foi recebida com grande entusiasmo. Ele encerrou seu discurso perguntando: "Você tem coragem de enfrentar o inimigo ou não?" Os homens, de acordo com os relatórios holandeses, aplaudiram: "Sim, senhor! Permaneceremos firmes até derrotarmos o inimigo e preferimos morrer a entregar um tesouro tão rico ou a nós mesmos aos ingleses!"
A maioria dos navios holandeses estava muito fundo na baía. A cerca de 300 metros da linha inglesa, De Bitter posicionou de norte a sul o Slot Hooningen, Catherina, sua nau capitânia o Walcheren, o Gulden Phenix e o Rijzende Zon. Milhares de marinheiros dos navios holandeses mais leves foram enviados para reforçar as fortalezas.

## Batalha

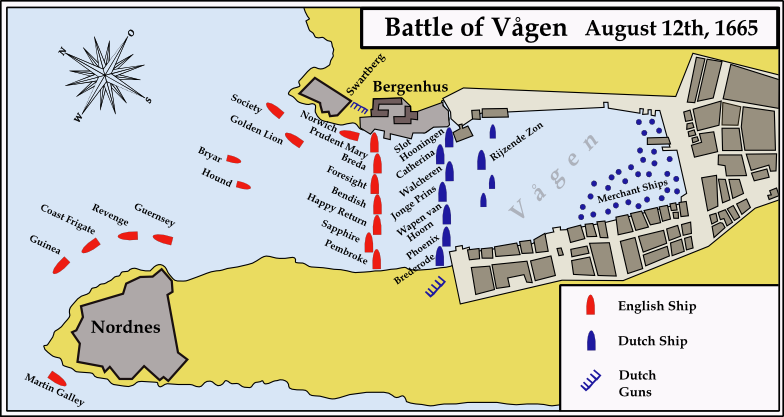
Local da batalha.

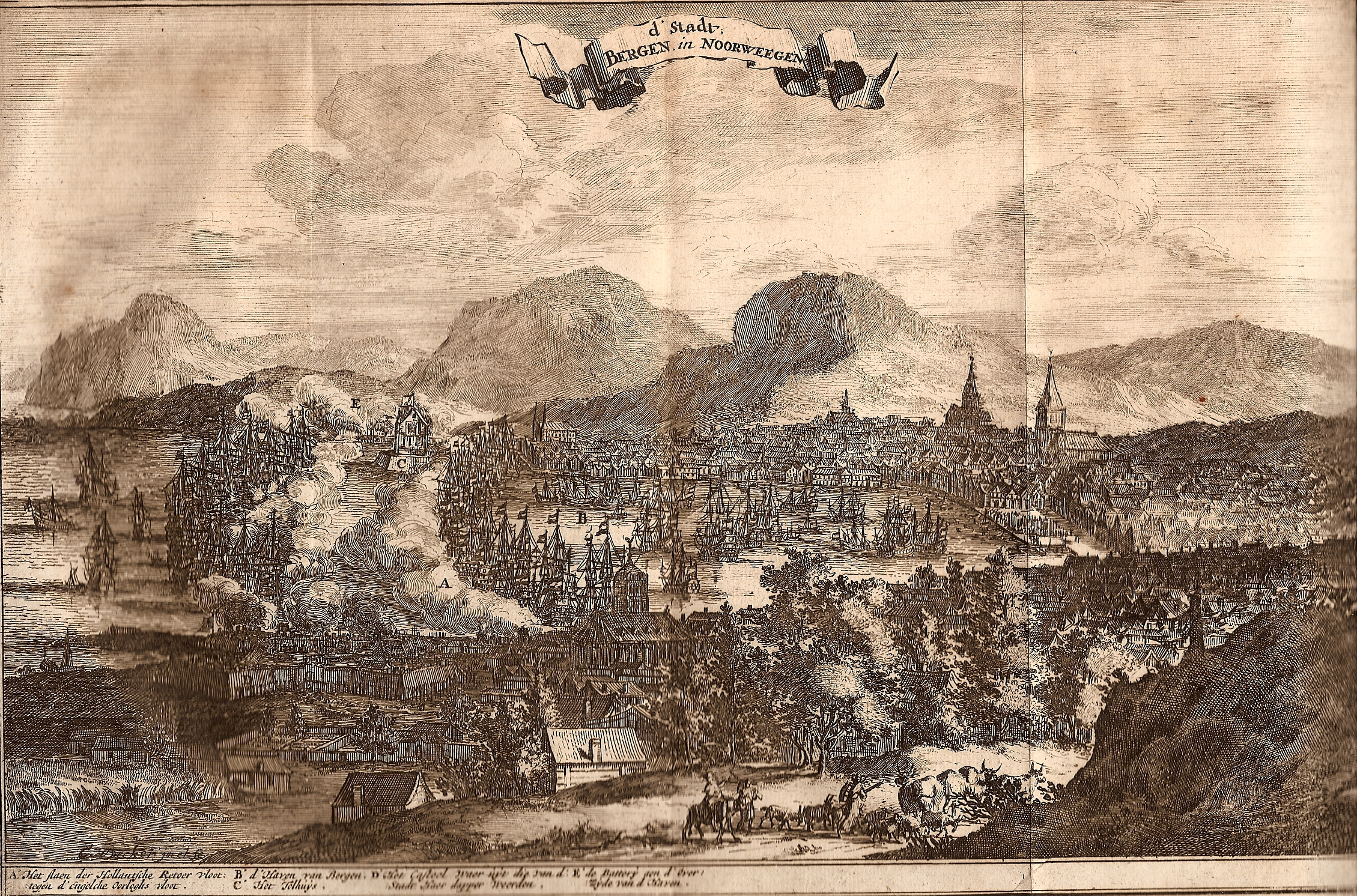
Representação da batalha de Wouter Schouten, de 1666, p. [http://www.archive.org/stream/oostindischevoya00scho#page/n665/mode/1up 214

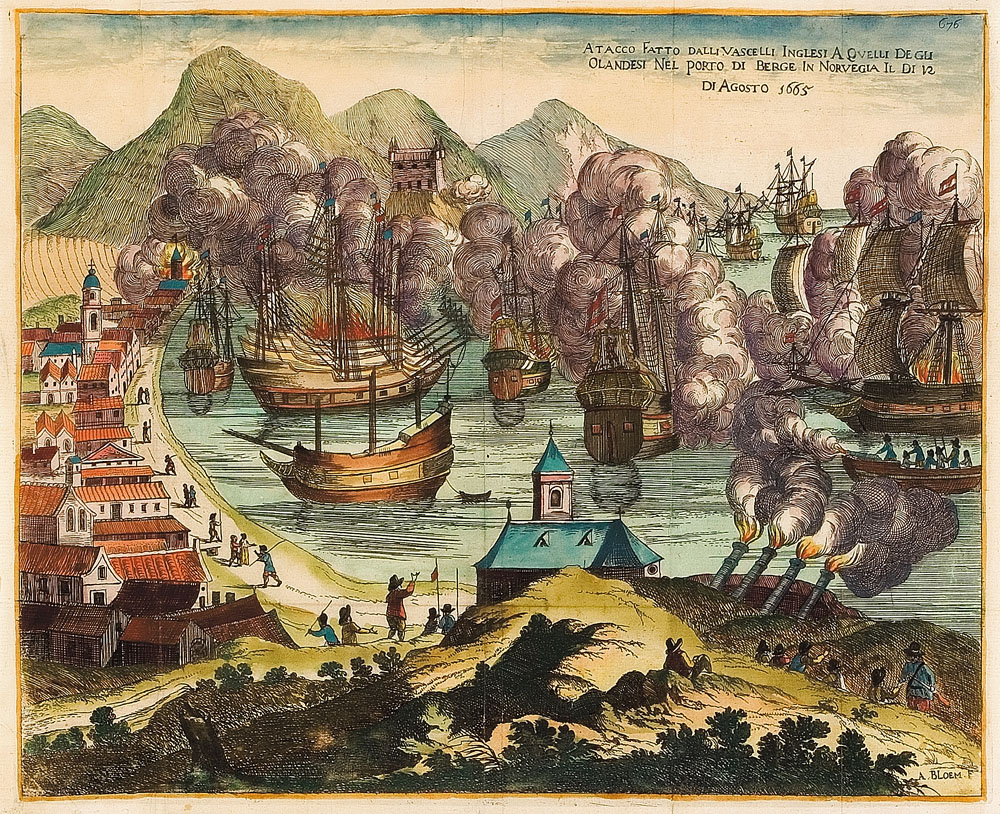
Cena da Batalha.

De manhã cedo, os ingleses bateram seus tambores e soaram suas trombetas, e os holandeses sabiam que as hostilidades logo começariam. Suas tripulações descobriram suas cabeças para uma breve oração e então rapidamente guarneceram os canhões.
Quando o fogo de canhão irrompeu às seis da manhã de 2 de agosto, ambas as frotas se engajaram a apenas centenas de metros de distância uma da outra. Teddeman decidiu não usar navios de fogos para evitar colocar em risco a preciosa carga. Ele também não tinha a posição vantajosa e simplesmente não conseguia executar um ataque direto. Os holandeses posicionaram seus oito navios mais pesados para que pudessem dar pancadas nos ingleses. A maioria dos canhões menores foi movida para apontar para o inimigo, pois manobrar seria impossível de qualquer maneira. A frota inglesa estava em uma posição de sotavento e, portanto, tinha um alcance melhor, mas os artilheiros ingleses compensaram isso e seus tiros ficaram aquém. Fortes ventos do sul e chuva sopraram a fumaça dos canhões ingleses de volta para os navios, o que os cegou e eles não sabiam que os navios holandeses raramente eram atingidos. Como Bergen se projeta um pouco para dentro da baía do norte, os navios ingleses mais ao norte tiveram que atirar ao longo dela para alcançar os holandeses. Um tiro de canhão inglês perdido caiu na fortaleza e matou quatro soldados. O comandante respondeu atirando de volta na frota inglesa.
A frota inglesa tinha cerca de 600 canhões e 2.000 homens e era em si muito superior ao arsenal norueguês, que tinha apenas 125 armas e 200-300 homens. No entanto, os navios que enfrentavam os holandeses estavam mal posicionados para responder ao fogo norueguês. Além disso, a maioria dos navios ingleses eram fragatas incapazes de sofrer tanto dano quanto os grandes navios mercantes holandeses, que realmente tinham alguma superioridade em poder de fogo. Teddeman esperava que o moral holandês quebrasse rapidamente e cometeu o erro de não interromper a ação quando isso não aconteceu. Após três horas de serem bombardeados, os navios de bloqueio ingleses foram derrotados. Suas tripulações em pânico cortaram as cordas da âncora, mas alguns navios permaneceram enredados e ameaçaram virar por causa do peso dos mastros quebrados e tiveram que ancorar novamente sob fogo para cortá-los. Os ingleses foram forçados a recuar para Herdla por volta das 10 da manhã.
Os ingleses tiveram 421 baixas: 112 mortos (entre eles a maioria dos capitães dos navios de bloqueio) e 309 feridos. Andrew Marvell escreveu em seu longo poema irônico sobre a "Guerra Holandesa":
Seis capitães bravamente foram baleados,
E Mountagu, embora vestido como qualquer noiva,
A bordo do Navio Capitânia, foi alcançado e morreu
O "alcançado" foi um escárnio de Marvell e aludiu à falha de Teddeman em colocar sua nau capitânia na linha de bloqueio, embora fosse de longe o navio mais poderoso que ele poderia usar.
Na biografia de John Wilmot, 2º Conde de Rochester, a história contada é que Rochester, Montagu e George Windham, três jovens nobres, tiveram uma forte premonição de sua morte. Eles fizeram um pacto de que quem morresse primeiro apareceria para o outro em forma de espírito. Mais tarde na batalha, George de repente começou a tremer de medo. Edward o abraçou para consolo, e ambos foram mortos pela mesma bala de canhão.
O comboio holandês sofreu alguns danos em seus navios, especialmente o Catherina, um navio da frota do Mediterrâneo, e cerca de 25 mortos e setenta feridos. Oito homens morreram na fortaleza e outros dez morreram na cidade.

## Consequências
As ordens de Copenhague chegaram a Ahlefeldt seis dias depois, em 8 de agosto. Com os navios mercantes holandeses ainda em Bergen, Ahlefeldt viajou até a frota inglesa em Herdla no dia seguinte para tentar reparar os danos e ofereceu uma chance de atacar novamente sem interferência da fortaleza. A oferta foi rejeitada, no entanto, pois Teddeman sabia que não poderia estar pronto antes que as ações das frotas principais já tivessem decidido o resultado de todo o empreendimento. Além disso, Ahlefeldt se recusou a atacar os holandeses. Nos dias após a batalha, os holandeses haviam fortificado fortemente sua posição: uma barreira de navegação havia sido posicionada na entrada da baía e seus marinheiros haviam melhorado as fortificações adicionando mais 100 canhões.
Quando o vento virou para o norte, eles esperavam um ataque direto de Teddeman, mas o contra-almirante inglês havia se juntado aos oito navios que haviam se separado, limitando-se a observar o porto. Em 10 de agosto, ele partiu para se juntar à frota principal, mas esta já havia sido forçada pela falta de suprimentos a partir para a Inglaterra em 6 de agosto, pois ignorava que não havia conseguido interceptar De Ruyter.
Em 13 de agosto, Sandwich, sabendo que De Ruyter havia chegado à Holanda em 27 de julho, voltou ao mar e navegou para o leste, mas não conseguiu encontrar a flotilha de Teddeman, a apenas trinta milhas ao norte dele. Ambas as forças inglesas não sabiam uma da outra e do fato de que a menos de cinquenta milhas a leste delas, De Ruyter estava indo para o norte, pois, ao chegar, ele havia sido nomeado tenente-almirante e comandante supremo da frota holandesa combinada reconstruída. Agora estava comandando 93 navios de guerra, 20 iates, 12 navios de fogos, 15.051 marinheiros, 4.583 fuzileiros navais e 4.337 canhões. Retornando novamente à Inglaterra, Sandwich se juntou a Teddeman perto de Flamborough Head em 18 de agosto, ancorou em Solebay (Southwold) no dia 22 para reabastecer e partiu no dia 28.
Em 19 de agosto, a frota de socorro de De Ruyter chegou a Bergen. Em 23 de agosto, ele partiu novamente para proteger uma fuga planejada pela frota mercante, mas vendavais adversos o forçaram a retornar dois dias depois. Foi somente em 29 de agosto que a frota mercante holandesa deixou o porto. No dia seguinte, o comboio de 184 navios foi atingido por um furacão que durou até a tarde de 1º de setembro e o dispersou completamente. Quando a tempestade diminuiu, De Ruyter tinha apenas 37 navios de guerra e oito navios mercantes com ele. Sandwich, agora a leste de De Ruyter, conseguiu interceptar e tomar em 3 de setembro um grupo disperso de quatro navios de guerra (Zevenwolden, Westvriesland, Groningen e Hoop) e, muito mais importante, dois navios da Companhia (Slot Hooningen e Gulden Phenix). Eles seriam perdidos novamente para os holandeses durante o ataque a Medway.
Recebendo a notícia falsa que De Ruyter estava a leste dele com a massa da frota holandesa, Lorde Sandwich recuou para o oeste para levar suas presas para um lugar seguro, novamente não encontrando De Ruyter por pouco ao se mover para o leste. Montague seria severamente criticado depois, pois havia perdido uma excelente oportunidade de destruir os holandeses por completo ou pelo menos capturar mais navios de tesouros.
Em 9 de setembro, no entanto, ele conseguiu interceptar e capturar um segundo grupo com dois navios da Companhia Holandesa das Índias Ocidentais, quatro navios de guerra e sete navios de suprimentos navais do tipo filibotes. Depois de interromper uma perseguição de outros 30 navios, por medo dos cardumes das Ilhas Frísias, ele finalmente retornou a Solebay em 11 de setembro. Os outros navios holandeses retornaram à República Holandesa em segurança e foram em sua maioria remontados por De Ruyter.
Para os ingleses, a fuga da frota de retorno holandesa das Índias foi um golpe enorme, pois eles teriam que capturá-la para financiar a guerra. No entanto, o golpe foi um pouco amenizado pela captura posterior dos dois navios mercantes da Companhia. Lorde Sandwich foi culpado pelo fracasso e caiu em desgraça. Após sua chegada ao Tâmisa, ele ilegalmente, talvez com a conivência do rei Carlos, pegou bens de valor específicos dos navios capturados Slot Hooningen e Gulden Phenix, vendeu-os em segredo e dividiu o ganho entre seus nove oficiais comandantes e reservou para si 4.000 libras esterlinas. Quando isso veio à tona, Carlos não teve escolha a não ser demiti-lo, mas Sandwich defendeu sua conduta apontando que havia pegado apenas uma pequena parte do saque, cujo valor foi estimado por ele em 500.000 libras. Samuel Pepys descreveu assim a impressão de riqueza quando visitou um dos navios capturados em sua entrada de diário de 16 de novembro: "Então eu estava a bordo do meu Lord Bruncker. Lá ele e Sir Edmund Pooly me carregaram para o porão do navio da Índia e lá me mostrou uma riqueza maior em confusão que um homem pode ver no mundo. Pimenta espalhada por cada fresta, você pisou nela. Seda em fardos e caixas de chapa de cobre, uma das quais eu vi aberta... o que foi uma visão tão nobre quanto já vi em minha vida...".
Lorde Sandwich também pensou que havia sido enganado pelo rei dinamarquês-norueguês, como Pepys relatou em seu diário de 18 de setembro: "Mas a principal coisa que meu senhor admira e culpa o dinamarquês é que o idiota, que está tão endividado com o holandês, tendo agora um tesouro maior do que toda a sua coroa valia, e que teria empobrecido o holandês para sempre, não deveria aproveitar esse tempo para romper com o holandês e, assim, pagar sua dívida que deveria ter sido perdoada e ter o maior tesouro em suas mãos que já existiu no mundo". Em fevereiro de 1666, a Dinamarca e a Noruega declarariam guerra à Inglaterra após a primeira ter recebido grandes subsídios holandeses. Pieter de Bitter recebeu uma corrente de ouro honorária dos Estados Gerais dos Países Baixos.
Uma reação à batalha foi a construção de uma fortaleza adicional, Fortaleza Fredriksberg (em Nordnes), já que a batalha havia "mostrado claramente o quão vulnerável a cidade realmente era", de acordo com Bjørn Arvid Bagge.

## Legado

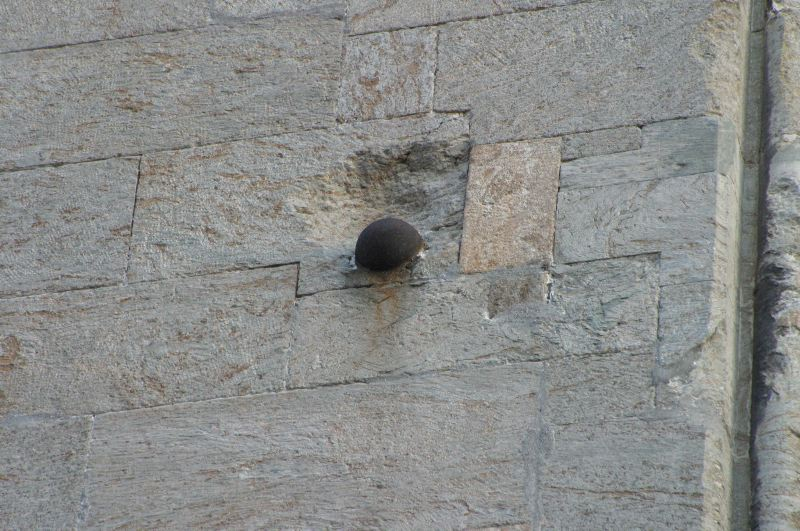
A bala de canhão embutida na parede da Catedral de Bergen.

A Catedral de Bergen ainda tem uma bala de canhão da batalha embutida na parede de sua torre. Em 2015, uma plaqueta foi revelada em uma parede da catedral. Um quadro de informações (infoplate) foi revelado "perto de Kongestatuen na Fortaleza de Bergen[s]hus". O Museu Marítimo de Bergen tem em exposição parte da decoração dos navios ingleses. Duas figuras de madeira retratam a cabeça de um leão e a cabeça de um unicórnio. Em 2015, uma exposição marcou o 350º aniversário da batalha: "Konger, krydder og krutt" (reis, especiarias e pólvora).
Uma pintura foi feita por Willem van de Velde, o Jovem e está no Museu Marítimo Nacional, em Greenwich, Londres.